# Downing Street Memo
Das Downing Street memo (gelegentlich mit DSM abgekürzt) ist das Protokoll eines geheimen Treffens der Labour-Regierung mit Verteidigungs- und Geheimdienstvertretern am 23. Juli 2002 in der Downing Street (London). An dem Treffen beteiligten sich Premierminister Tony Blair, Verteidigungsminister Geoffrey Hoon, Außenminister Jack Straw, Justizminister Peter Goldsmith, der Chef des Joint Intelligence Committee John Scarlett, der Direktor des Secret Intelligence Service Richard Dearlove (im Memo „C“ genannt), der Chef des Verteidigungsrates Admiral Michael Boyce, Blairs außenpolitischer Berater David Manning, sein Sprecher Jonathan Powell, sein Strategieberater Alastair Campbell und die Regierungsberaterin Sally Morgan. Sie diskutierten den heraufziehenden Irak-Krieg mit direkter Bezugnahme und Analyse der US-Politik zu dieser Zeit. Das Memo wurde vom britischen Diplomaten Matthew Rycroft verfasst und erstmals in der Sunday Times am 1. Mai 2005 veröffentlicht.
Das Memo erregte große Aufmerksamkeit in Großbritannien und später den USA und in Weblogs. Besonders aufgrund der Aussage des MI6-Direktors Richard Dearlove, der nach vorangegangenen Gesprächen in Washington berichtete, „Bush wolle Saddam durch einen Militäreinsatz beseitigen, der durch die Verbindung von Terrorismus und Massenvernichtungswaffen gerechtfertigt sei. Doch Erkenntnisse und Fakten würden im Sinne der Politik behandelt.“ Diese Aussage verdeutlichte, dass George W. Bush bereits acht Monate vor Beginn des Irak-Kriegs im März 2003 plante, dort einzumarschieren und ihn zu besetzen.